# Lars Carstensen
Lars Carstensen (20 november 1980) is een Deens voormalig wielrenner die in 2015 en 2016 reed voor Team Almeborg-Bornholm.

## Carrière
In 2014 werd Carstensen negende in het nationale kampioenschap tijdrijden. Twee jaar later was hij tweeënhalve minuut langzamer dan winnaar Martin Toft Madsen, waarmee hij op de vijfde plaats eindigde. Later dat jaar werd hij, samen met Madsen, tweede in de Duo Normand.

## Ploegen
- 2015 –  Team Almeborg-Bornholm
- 2016 –  Team Almeborg-Bornholm